# Самуель Фухс
Самуель (порт. Samuel, 4 березня 1984) — бразильський волейболіст, олімпійський медаліст.

## Виступи на Олімпіадах
| Олімпіада  | Дисципліна | Місце |
| ---------- | ---------- | ----- |
| Пекін 2008 | волейбол   | 2     |